# واینسهایم (بیتبورگ-پروم)
واینسهایم (به آلمانی: Weinsheim) یک شهر در آلمان است که در بیتبورگ-پروم واقع شده‌است.